# Laukkuluspa
Laukkuluspa (meänkieli: Laukuluspa; nordsamiska: Lávkaluspi) är en by i Jukkasjärvi socken, Kiruna kommun, vid sjön Laukkujärvi, ett par mil väster om Kiruna. I augusti 2016 fanns det enligt Ratsit 28 personer över 16 år registrerade med Laukkuluspa som adress. Namnet kan översättas till svenska som den trånga forsnacken.

## Historia
Byn grundades omkring år 1870 av Anders Göransson Stålnacke (1847-1908) från Svappavaara. Han kallades allmänt för Lauku-Antti och var sambo med Anna Kajsa Göransdotter från byn Stainasvaara. Byns första hus lär däremot kommit först på senare 1880-talet när Mickel Mickelsson från Kaalasjärvi kom till orten. Kort efteråt flyttade han dock ifrån byn för att bosätta sig i Puoltsa. År 1907 kom familjen Rönnbäck, sedermera Eriksson, till byn från Vuotnavuoma.

## Kända personer från Laukkuluspa
- Edvin Eliasson (1924-1982), konstnär